# シンシア・ワトロス
シンシア・ミケーレ・ワトロス（Cynthia Michele Watros, 1968年9月2日 - ）は、アメリカ合衆国の女優である。

## 生い立ち
ミシガン州レイクオリオンで生まれる。

## キャリア
1990年代よりテレビシリーズや映画に出演する。
1997年から1998年にかけてはCBSのソープオペラ『ガイディング・ライト』に出演し、デイタイム・エミー賞主演女優賞を獲得した。
2005年から2006年にかけてはABCの『LOST』の第2シーズンより心理学者のリビー役でレギュラー出演する。その後も第4シーズン第8話「贖罪」、第6シーズン第12話「ヒューゴの導き」にゲスト出演する。さらにシリーズ最終回となる「終幕」にもセリフ無しであるが出演を果たしている。

## 私生活

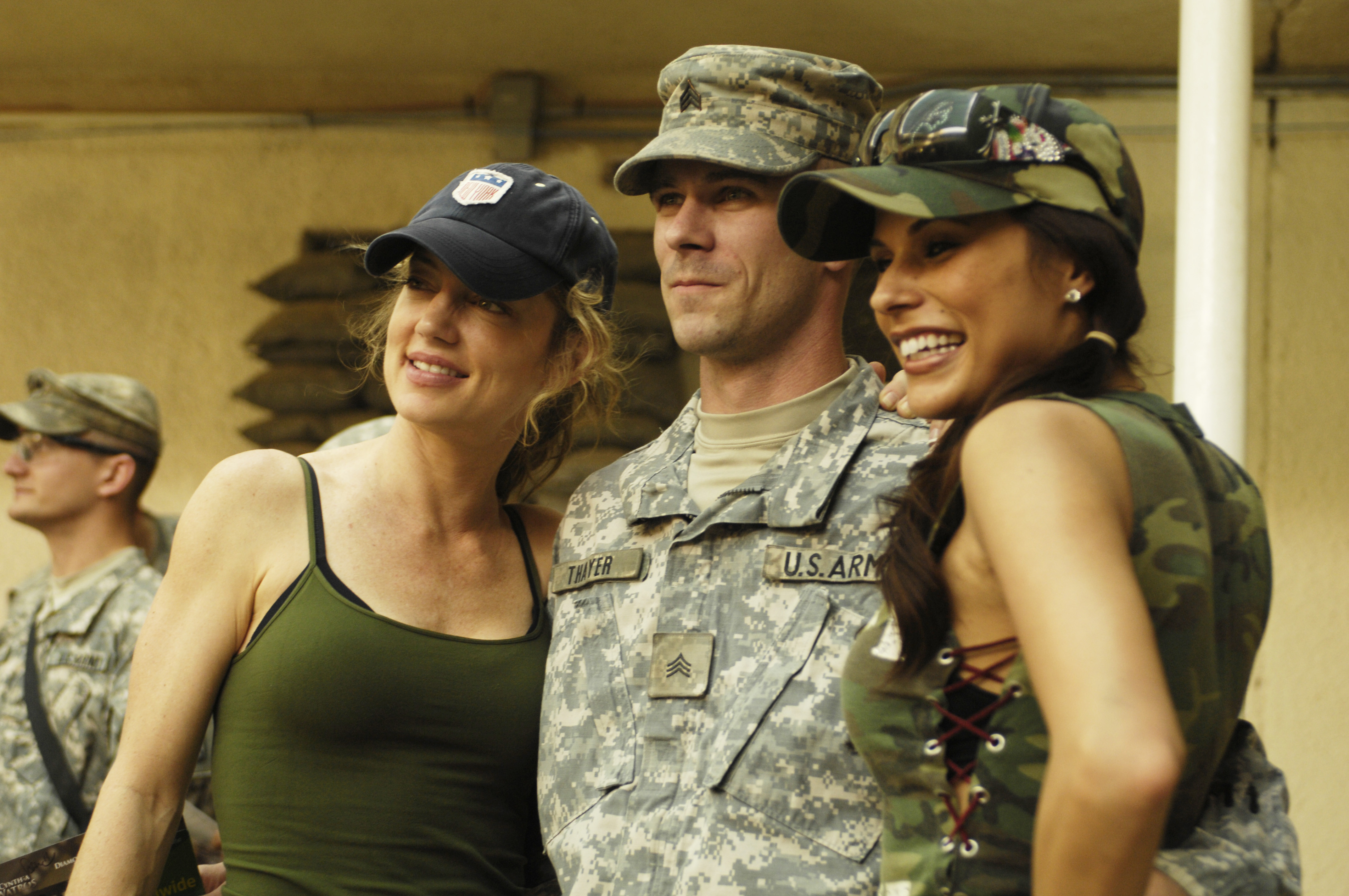
USOツアー中のワトロスとボニー＝ジル・ラフリン。

### 逮捕
『LOST』の撮影期間中であった2005年12月1日、ワトロスと共演者のミシェル・ロドリゲスはハワイ州のカイルアで逮捕された。警察側によると容疑は酒気帯び運転であり、2人は500ドルの保釈金を支払って釈放された。それから5ヶ月後、2人が演じるキャラクターは同番組の第2シーズン第20話「一丁の銃」で殺された。一部の批評家は逮捕された罰で殺されたのだと推測したが、ロドリゲスとプロデューサーは初めから決まっていた展開であったと述べ、否定した。

### USO
2008年にワトロスはUSOツアーでイラクの基地を訪れた。

## 主なフィルモグラフィ

### 映画
| 年   | 日本語題 原題                              | 役名             | 備考 |
| ---- | ------------------------------------------ | ---------------- | ---- |
| 1995 | カフェ・ソサエティ/背徳の群れ Cafe Society | ダイアン・ハリス |      |
| 2000 | ザ・チェイサー Mercy Streets               | サム             |      |

### テレビシリーズ
| 年        | 日本語題 原題                                                                              | 役名                     | 備考                                        |
| --------- | ------------------------------------------------------------------------------------------ | ------------------------ | ------------------------------------------- |
| 1997      | スピン・シティ Spin City                                                                   | Gayley                   | 第1シーズン第9話「Striptease」              |
| 1997-1998 | The Guiding Light                                                                          | Annie Dutton Banks / Dee | ソープオペラ 計24話出演                     |
| 1998      | Another World                                                                              | ヴィッキー               | ソープオペラ 計9話出演                      |
| 2000-2002 | Titus                                                                                      | エリン                   | 計54話出演                                  |
| 2002-2004 | The Drew Carey Show                                                                        | ケリー・ニューマーク     | 計52話出演                                  |
| 2005-2010 | LOST Lost                                                                                  | リビー                   | 計26話出演                                  |
| 2007      | LAW & ORDER:犯罪心理捜査班 Law & Order: Criminal Intent                                    | ベス                     | 第7シーズン第8話「ブロンクスは燃えている」  |
| 2009      | ザ・プロテクター/狙われる証人たち In Plain Sight                                           | マウリーン               | 第2シーズン第3話「母と子」                  |
| 2009      | ゴシップガール Gossip Girl                                                                 | シシー・ローデス（1983） | 第2シーズン第24話「ヴァレー・ガールズ」     |
| 2009      | CSI:科学捜査班 CSI: Crime Scene Investigation                                              | バービー                 | 第9シーズン第24話「捜査官の十字架」         |
| 2009      | クローザー The Closer                                                                      | ロビン                   | 第5シーズン第9話「消えた凶器」              |
| 2009      | クリミナル・マインド FBI行動分析課 Criminal Minds                                          | ヘザー                   | 第5シーズン第3話「仕置き人」                |
| 2009      | MOACA/も〜アカンな男たち Men of a Certain Age                                              | エリカ                   | 第1シーズン第3話「Mind's Eye」              |
| 2010      | アメリカン・ティーンエイジャー 〜エイミーの秘密〜 The Secret Life of the American Teenager | ニッキー                 | 第2シーズン第17話「The Second Time Around」 |
| 2010      | Dr.HOUSE House M.D.                                                                        | サム・カー               | 計7話出演                                   |
| 2010      | デスパレートな妻たち Desperate Housewives                                                  | トレイシー               | 第7シーズン第9話「邪悪な種」                |
| 2012      | グレイズ・アナトミー 恋の解剖学 Grey's Anatomy                                             | コナー                   | 第8シーズン第22話「マインドゲーム」         |
| 2012      | Hawaii Five-0                                                                              | ケイティ                 | 第3シーズン第3話「漂流」                    |
| 2013      | Video Game High School                                                                     | メリー・メイトリクス     | 計2話出演                                   |

## 受賞とノミネート
| 年   | 賞                                                                             | 作品          | 結果       | 出典  |
| ---- | ------------------------------------------------------------------------------ | ------------- | ---------- | ----- |
| 1998 | デイタイム・エミー賞ドラマシリーズ主演女優賞                                   | Guiding Light | 受賞       | [ 4 ] |
| 1998 | Soap Opera Digest Award for Outstanding Villainess in a Drama Series – Daytime | Guiding Light | ノミネート | [ 5 ] |
| 2006 | 全米映画俳優組合賞アンサンブル賞 (ドラマシリーズ)                              | LOST          | 受賞       | [ 6 ] |